# Hilary Szpilowski
Hilary Szpilowski (ur. 1753, zm. 10 marca 1827) – polski architekt, reprezentant klasycyzmu i neogotyku, budowniczy województwa mazowieckiego Królestwa Polskiego, wykładowca Królewskiego Uniwersytetu Warszawskiego; ojciec Sylwestra.

## Życiorys
Od 1781 pracował u Stanisława Zawadzkiego, w 1785 został przysięgłym architektem m. Warszawy. Od 1807 budowniczy departamentowy i asesor w Izbie Administracyjnej Departamentu Warszawskiego. W latach 1817–1823 zastępca profesora i wykładowca Królewskiego Uniwersytetu Warszawskiego. Jesienią 1823 r. został zwolniony z uczelni.
Hilary Szpilowski zmarł 10 marca 1827 w Warszawie. Został pochowany na cmentarzu Świętokrzyskim w Warszawie.

## Ważniejsze prace
- ratusz w Piasecznie (1824)
- ratusz w Warce
- pałac w Walewicach (1783)
- pałac w Małej Wsi (1783–1786)

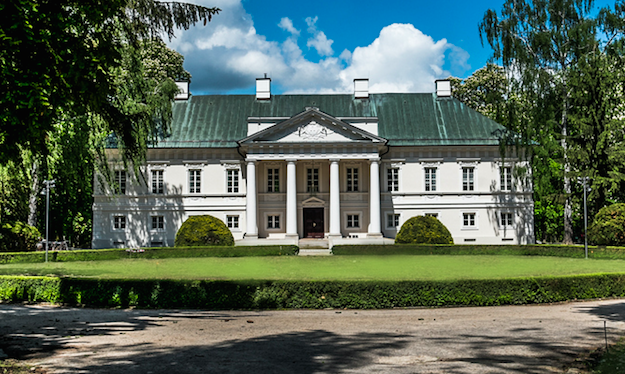
Pałac w Małej Wsi

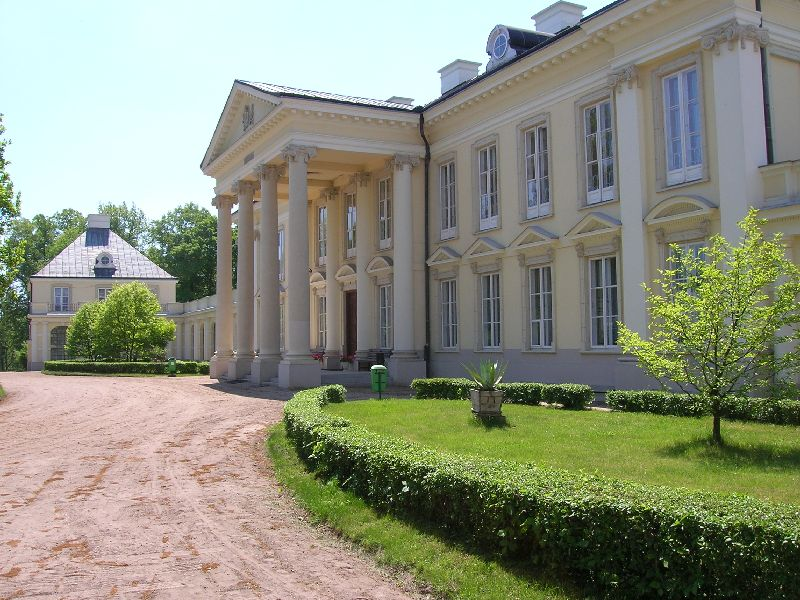
Pałac w Walewicach

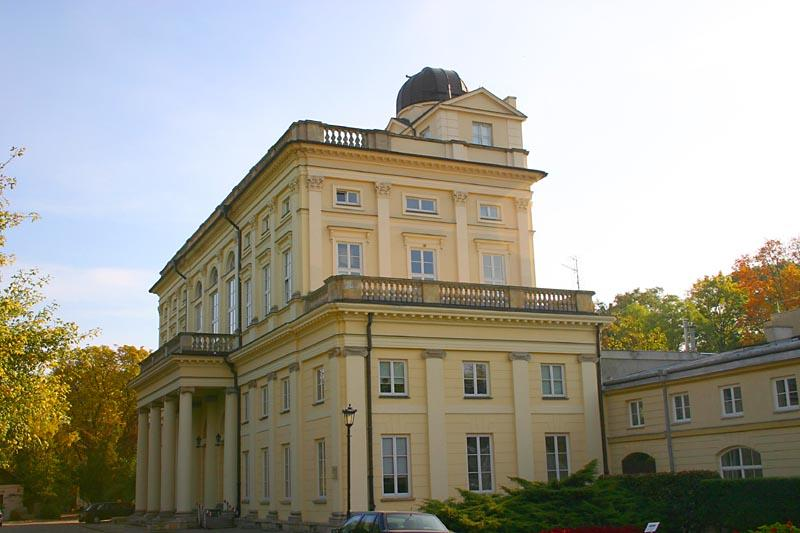
Obserwatorium astronomiczne w Ujazdowie

- projekt przebudowy pałacu w Nieborowie (1784)
- pałac w Luberadzu (1789)
- pałac w Słubicach (1789)
- pałac w Studzieńcu (1790)
- kościół w Zaborowie (1791)
- kościół w Lipkowie (1791–1792)
- kościół w Belsku Dużym (1776–1779)
- pałac w Rudnie (ok. 1800)
- dwór w Tułowicach (ok. 1800)
- zespół dworski w Rudkach (ok. 1800)
- kościół w Grabowie (1803–1814)
- pałac w Staroźrebach (1805)
- prace przy kolumnie Zygmunta III Wazy w Warszawie (1808)
- prace przy Zamku Królewskim w Warszawie (1810)
- kościół w Suserzu (1810)
- nagrobek Bacciarellich w Katedrze Warszawskiej (1818)
- ratusz w Grójcu (1821)
- ratusz w Mogielnicy (1821)
- prace przy budowie Obserwatorium Astronomicznego w Ujazdowie (1822–1824)
- kościół ewangelicki w Gostyninie (1822–1824)
- ratusz w Gostyninie
- dom Bentkowskiego przy Nowym Świecie 49 (1822)
- projekt Wodozbioru w Łazienkach
- prace przy pałacu Sanguszków przy Nowym Świecie 51 i Katedrze Warszawskiej wraz z Jakubem Kubickim
- projekt przybudówki neogotyckiej przed kościołem św. Jacka i cyborium dla tego kościoła (1823)
- projekt przebudowy pałacu Saskiego (1825)
- projekt i kosztorys synagogi w Sieradzu (budowa w latach 1823–1825)